# Oued Laou
Oued Laou (en arabe : واد لاو) est une station balnéaire du Maroc. Elle est située dans la région de Tanger-Tétouan-Al Hoceïma, à 44 km de Tétouan.
Ville touristique en été grâce à sa plage entourée de montagnes et aux fêtes organisées pendant cette saison, ses habitants vivent quasi exclusivement de la pêche hors saison touristique.
Un souk traditionnel, en plein air, y a lieu tous les samedis.
Dans la vallée d'Oued Laou, à environ 9 km de la ville, se trouve l'établissement protohistorique de Kach Kouch. Ce site atteste l'occupation de la région par les populations locales qui ont entretenu des échanges commerciaux avec les Phéniciens vers le VIIe siècle av. J.-C..

## Liens
City guide de la région